# Leptostylus lilliputanus
Leptostylus lilliputanus là một loài bọ cánh cứng trong họ Cerambycidae.